# Société du Levant de Flénu
La Société du Levant de Flénu, l'une des premières entreprises belges cotées à la Bourse de Bruxelles au milieu du XXe siècle, exploitait des mines de charbon dans la région du Borinage, en Belgique, autour de la ville de Mons.

## Histoire

### Création et influence

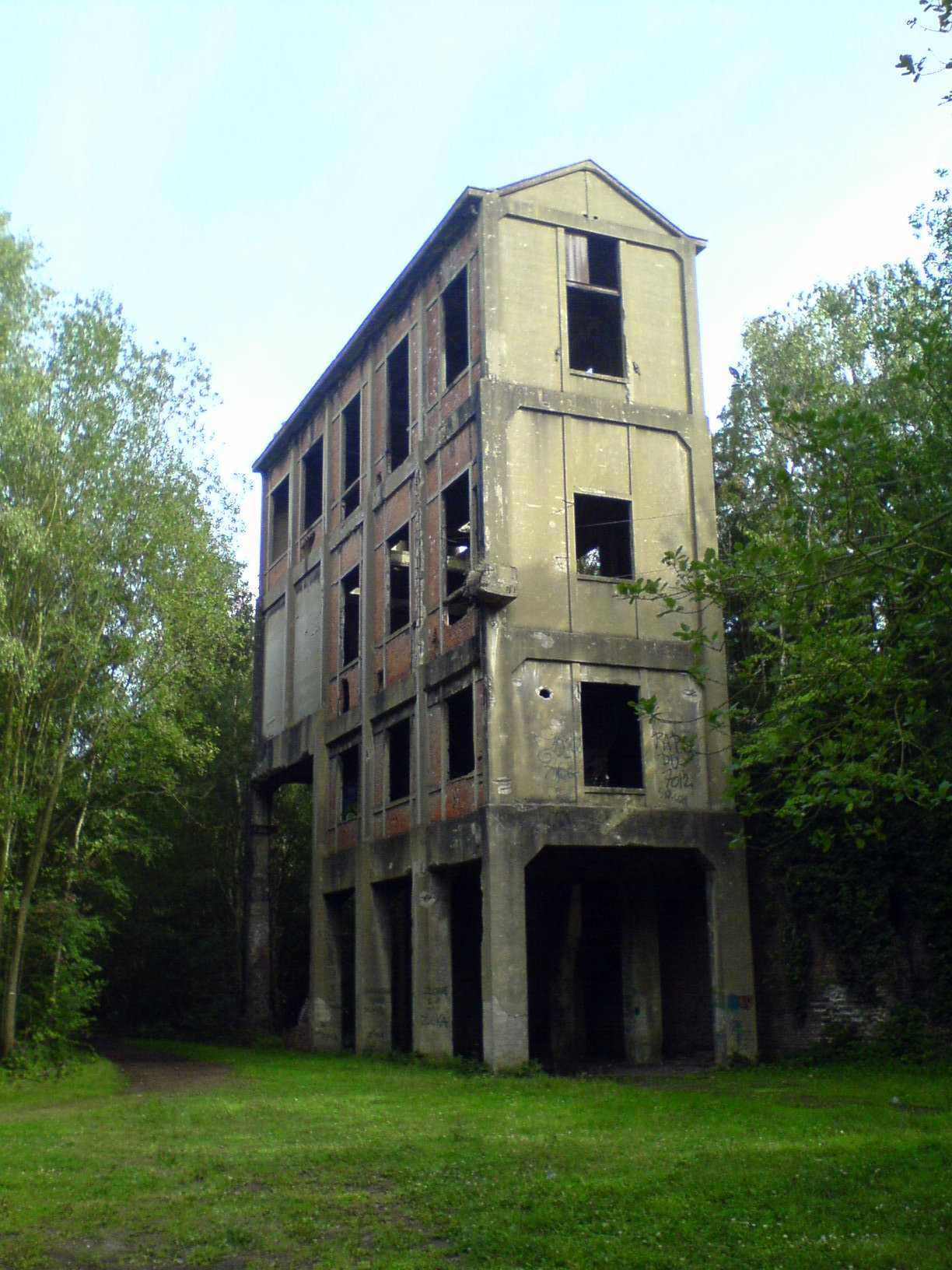
Silo à charbon du triage-lavoir du Siège 14/15/17 du Levant de Flénu à Cuesmes

Le charbon fut exploité très tôt dans le secteur de Flénu. À partir du 12e siècle on exploitait des couches situées à faibles profondeurs. Les charbonnages d’une certaine importance naissent après 1748: la société de Belle-et-Bonne. La société charbonnière de Cache-Après naît en 1828. Elle exploitait le prolongement des veines de Flénu-sur-Cuesmes et n’avait que l’Auflette sur Jemappes.

La période 1832 à 1835 est marquée par une très forte spéculation boursière sur les actions d'une autre société charbonnière de la région, la Compagnie des mines de Douchy, ex-Compagnie Dumas. Enregistrée sous forme de société par actions en décembre 1832, la Compagnie des mines de Douchy découvre en mai 1833 une veine de charbon dans l'unique puits qu'elle exploite. Peu après, ses actions ont vu leur cours multiplié par 105 en un an, passant de 2,22 francs en février 1833 à 300 francs en janvier 1834. 

En 1835 fut créée la Société Anonyme des Charbonnages du Levant de Flénu par la fusion des concessions du Crachet, d'Ostennes et de Cache-Après.
La société se développa ensuite par l'acquisition de plusieurs concessions (Belle-Victoire, Haut-Flénu) mais elle céda en 1856 les fosses de Crachet et Ostennes à son concurrent, la société du Couchant de Flénu. 
Sa grande rivale locale, la Société des produits de Flénu, à un capital de 4 millions de francs, contre 2,8 millions pour celle du Levant de Flénu.
Le dernier gros investissement de la Société du Levant de Flénu eut lieu en 1918 avec la mise en exploitation de la concession de l'Héribus. En 1920, 4 200 ouvriers extrayaient annuellement 560 000 tonnes de charbon.
Faute de rentabilité, la société fusionna en 1932 avec les Charbonnage des Produits, créant ainsi la S.A. des Charbonnages du Levant-Produits, une des plus importantes sociétés du bassin Borain. 
Après la Seconde Guerre mondiale, la société manqua à nouveau de rentabilité comme la plupart des charbonnages du pays. Elle fut intégrée en 1959 dans la Société Anonyme des Charbonnages du Borinage, créée pour gérer et liquider les actifs charbonniers du Borinage. Les puits no 14 et 15 furent fermés le 27 février 1960. Son dernier siège en activité fut l'Héribus qui ferma définitivement en 1968.

### Parcours boursier
À la fin des années 1850, l'action rapporte un dividende de 29 %. En vingt ans environ, les cours ont été multipliés respectivement par 3,5, depuis l'entrée en Bourse.
La région du Borinage se caractérisait par l'existence de quelques très grosses entreprises, parmi lesquelles le Levant de Flénu. D'une production de 2,4 millions de tonnes en 1846, la société va atteindre les 4,25 millions dès 1880.
En 1843, la Société fait l'acquisition de la concession de Belle-Victoire, dite des Trois-frères, qui s'étend sur 2 373 hectares. Puis en 1856, elle revend au contraire deux mines, celles d'Ostennes et Crachet, à la société Couchant de Flénu.

### Conséquences sur l'environnement social
Entre-temps, Flénu, qui n'était qu'un hameau de Jemappes a été transformé en paroisse par un arrêté royal du 29 février 1868, puis érigée en commune le 8 juin 1870. La Charte de Quaregnon sera adoptée un peu plus tard dans le secteur. Cet ancien site minier fournissait du charbon à l'affleurement, issu de la forêt Charbonnière. Les veines se prolongeaient au-delà de la frontière franco-belge et on a retrouvé le charbon du côté français plus en profondeur, la surface étant recouverte de sédiments tertiaires. Le 1er juillet 1939, le charbonnage du Levant de Flénu a dû fermer ses portes.